# آبشار کینتامپو
آبشار کینتامپو (به لاتین: Kintampo waterfalls) یک آبشار در غنا است که در Kintampo, Ghana واقع شده‌است.

## تاریخچه
این آبشار در سال ۱۹۹۲پس از کشف آن در قرن هجدهم به عنوان یک مکان گردشگری تعیین شد.